# Arthur Hauffe
Arthur Hauffe (n. 20 decembrie 1892, Wittgensdorf⁠(d), Regatul Saxoniei, Germania – d. 22 iulie 1944, Liov, Guvernământul General) a fost general german din Wehrmacht, care a comandat Misiunea Militară Germană în România și apoi Corpul de Armată XIII (1943-1944) în timpul celui de-al Doilea Război Mondial. A fost decorat cu Crucea de Cavaler al Crucii de Fier în Germania Nazistă.

## Activitatea sa în România în timpul celui de-al Doilea Război Mondial
În timp ce Hauffe era șef al Misiunii Militare Germane în România, el a semnat la 30 august 1941 cu generalul Nicolae Tătăranu la cartierul de război al României „Acordul pentru apărarea, administrarea și exploatarea economică a teritoriilor dintre Nistru și Bug și Bug și Nipru”. Punctul 7 al acordului se referea la evreii din ghetourile și lagărele din Basarabia și Bucovina și la locuitorii evrei ai Transnistriei: „Evacuarea evreilor peste Bug nu este posibilă acum. De aceea, ei trebuie să fie concentrați în lagărele de muncă și să fie folosiți la diferite munci până când, odată ce operațiunile militare vor fi terminate, va fi posibilă evacuarea lor în Est”. Acordul evidenția clar că obiectivul final al autorităților de ocupație era „curățirea” acelor teritorii de locuitorii evrei.

## Rolul lui în înfrângerea germană din nordul Ucrainei
Hauffe a fost comandant al Corpului de Armată XIII în timpul Ofensivei Lvov-Sandomierz. Ofensiva Lvov-Sandomierz a fost o operațiune majoră a Armatei Roșii pentru alungarea trupelor germane din Ucraina și Polonia de Est care a fost lansată la jumătatea lunii iulie a anului 1944. În cursul acestei ofensive sovietice, generalul Hauffe nu a reușit să organizeze retragerea trupelor sale care se aflau în pericolul de a fi încercuite de armata sovietică. El nu a reușit nici măcar să ajungă la cartierul central al corpului de armată în timpul ultimei faze a ofensivei, din 20 iulie 1944 până la 22 iulie 1944, determinându-l pe generalul-locotenent Wolfgang Lange să-și asume comanda Corpului de Armată XIII. Inactivitatea lui a provocat încercuirea trupelor sale în zona Brodî, unde acestea au fost distruse. A fost capturat de trupele sovietice pe 22 iulie 1944 și a murit în aceeași zi după ce a călcat pe o mină de teren. 

## Decorații
- Ordinul Militar „Mihai Viteazul”, clasa III (14 octombrie 1941) „pentru contribuția militară la dirijarea operațiunilor în comun și curajul personal arătat pe câmpul de luptă, în calitate de Șef al Misiunii Militare Germane pe lângă Armatele de operațiuni”[1]
- Crucea de Cavaler al Crucii de Fier în 25 iulie 1943 în calitate de Generalleutnant și comandant al Diviziei 46 Infanterie[2]

## Legături externe
- Raportul final al Comisiei Internaționale pentru Holocaust din România Arhivat în 13 august 2021, la Wayback Machine.